# Palm River-Clair Mel
Palm River-Clair Mel – jednostka osadnicza w Stanach Zjednoczonych, w stanie Floryda, w hrabstwie Hillsborough.